# Paulo Octávio
Paulo Octávio Alves Pereira GOMD • ComMM (Lavras, 13 de fevereiro de 1950) é um advogado, empresário e ex-político brasileiro filiado ao Partido Social Democrático (PSD).
Foi empossado como governador do Distrito Federal, em caráter interino, em 11 de fevereiro de 2010, ficando no cargo até o dia 23 de fevereiro do mesmo ano, quando renunciou por falta de apoio político.
Foi eleito duas vezes deputado federal em 1990 e 1998, senador pelo Distrito Federal em 2002 e vice-governador no primeiro turno das eleições de 2006.
Bacharel em Direito pelo Centro Universitário de Brasília, e Técnico em Transações Imobiliárias, atua no mercado imobiliário desde 1976, com empresas das Organizações Paulo Octávio.
É casado com Anna Christina Kubitschek Barbará Alves Pereira, neta do ex-presidente da República Juscelino Kubitschek.

## Vida
Paulo Octávio Alves Pereira é o primogênito de três filhos do casal Cléo Octávio Pereira e Wilma Carvalho Alves Pereira. Nasceu no dia 13 de fevereiro de 1950 em Lavras, Minas Gerais, onde passou a infância.
Seu pai estava disposto a levar a família para outra cidade e fazia planos para montar um novo consultório odontológico em Brasília, a nova e recém-construída capital do país. Em 1961, depois de conhecer a cidade, Cléo Octávio foi aprovado em um concurso público e decidiu abrir seu consultório, para, no ano seguinte, buscar sua esposa e filhos.
Em 1962, junto com a família, Paulo Octávio mudou-se para Brasília, aos 12 anos de idade.
Já em Brasília, aos 15 anos, matriculado no Centro de Ensino Fundamental, Caseb, Paulo Octávio começou a vender planos de pecúlio aos familiares, amigos, professores e assim entrou no mundo dos negócios.
Entre os anos de 1969 e 1971, frequentou o curso de Economia da Universidade de Brasília, porém não concluiu o curso. Após a passagem pela UnB, Paulo concluiu em 1981, o curso de Direito pelo Centro de Ensino Unificado de Brasília.
Paulo Octávio tem dois filhos do primeiro casamento, e outros dois do segundo, com Anna Christina Kubitschek Barbará A. Pereira, neta de Juscelino Kubitschek. A segunda união ocorreu em 21 de julho de 1990 e dura até hoje.

## Carreira empresarial
Em 1976, aos 26 anos, Paulo Octávio fundou a Paulo Octávio Investimentos Imobiliários. A primeira sede da empresa foi inaugurada em janeiro de 1977 na Asa Norte de Brasília. Atualmente, o grupo empresarial conta com 19 empresas e atua nas áreas de shopping centers, hotelaria, automóvel, rádio difusão, televisão, seguro e imóveis.  A atividade hoteleira do grupo representa mais de 13% dos apartamentos disponíveis no Distrito Federal.
No dia 10 de abril de 2013, Paulo Octávio assumiu a presidência do Grupo de Líderes Empresariais, Lide de Brasília. A organização de caráter privado reúne empresários em nove países e quatro continentes. Fundado em junho de 2003, o Lide tem 1.300 empresas filiadas e representa aproximadamente 51% do PIB privado brasileiro.

## Carreira política

### Deputado federal (1º mandato)
Com 38 mil votos, foi eleito deputado federal pela coligação PRN/PFL. O mandato durou de 1º de fevereiro de 1991 a 1º de fevereiro de 1995.
Paulo Octávio teve seis proposições entre Projetos de Lei (PL), Projeto de Emenda à Constituição (PEC) e Indicações (INC), mas nenhuma chegou a ser aprovada.
Sua ação política se concentrou em três principais bandeiras: preservação do cerrado, trazer para Brasília os órgãos públicos federais ainda radicados no Rio de Janeiro, e o programa de alfabetização de trabalhadores nos canteiros de obra.

### Deputado federal (2º mandato)
O segundo mandato como deputado federal aconteceu entre o período de 1º de fevereiro de 1999 a 1º de fevereiro de 2003. Lançado pelo PFL recebeu 72.785 votos.
Neste mandato, Paulo Octávio teve 116 proposições. Sendo as mais recorrentes relacionadas a questões fundiárias e imobiliárias.
Outra bandeira foi a defesa de Brasília como local-sede obrigatório dos órgãos federais, interesse que já havia demonstrado no primeiro mandato. Sete das suas proposições buscavam modificar a realidade de órgãos como o Tribunal de Justiça Desportiva (TFD) e a Agência Nacional de Petróleo (ANP) ainda sediados no Rio de Janeiro.
Ainda no primeiro ano desse mandato, foi admitido pelo presidente Fernando Henrique Cardoso à Ordem do Mérito Militar no grau de Comendador especial.

### Senador
Foi eleito para o Senado Federal com um total de 553.707 votos pela coligação formada por PMDB, PFL e PSDB. O mandato durou de 1º de fevereiro de 2003 a 1º de fevereiro de 2007, pois saiu na metade para concorrer ao governo do Distrito Federal. Deixou seu mandato no Senado para Adelmir Santana.
No primeiro ano de Senado foram 46 proposições e 160 pronunciamentos. Ele foi nomeado vice-líder do então PFL, quando teve a oportunidade de exercer temporariamente a liderança do partido. Também foi eleito vice-presidente da Comissão de Assuntos Econômicos, função que o permitiu fundar a subcomissão de Turismo, tema representado como o terceiro mais recorrente em seus pronunciamentos.
Entre as proposições, a maior parte foi dedicada à temática da terra e ao setor imobiliário, além de assuntos econômicos como a ampliação de participação do capital estrangeiro, em segundo lugar figurou as homenagens a Juscelino Kubitschek.
Sua postura e atuação como senador levaram Paulo Octávio a ser indicado por quatro anos seguidos – de 2003 a 2006 – como um dos parlamentares mais influentes do Congresso Nacional pelo Departamento Intersindical de Assessoria Parlamentar (Diap). Em 2005, por suas articulações políticas com o governo Lula, recebeu do presidente a condecoração da Ordem do Mérito da Defesa no grau de Grande-Oficial suplementar.

### Governo do Distrito Federal
No dia 11 de fevereiro de 2010 após a prisão do Governador, José Roberto Arruda, Paulo Octávio decidiu que iria assumir a vaga. Segundo a defesa do vice-governador, não há nenhuma prova contra ele. No mesmo dia que assumiu o Governo, o procurador-geral da República solicitou ao presidente do Supremo Tribunal Federal que apreciasse um pedido de intervenção Federal no D.F. O pedido foi acolhido por Gilmar Mendes para apreciação, e um prazo de cinco dias úteis foi estipulado para que as autoridades distritais se manifestassem. Se acolhido, nos termos da Constituição Federal, o STF solicitaria ao presidente da república que decretasse a intervenção, que deveria então ser ainda submetida ao exame do Congresso Nacional.
No dia 12 de fevereiro de 2010, Paulo Octávio pediu afastamento da presidência do DEM no Distrito Federal e também da executiva Nacional do partido.
Paulo Octávio também foi alvo de quatro pedidos de destituição do cargo na Câmara Legislativa do DF
Segundo o relatório da Polícia Federal, Paulo Octávio era um dos principais beneficiados do esquema que, revelado pela Operação Caixa de Pandora com acusações feitas por Durval Barbosa, disse que ele tinha 178 mil reais, frutos de propina, guardados. O valor seria dividido por várias pessoas que eram ligadas a José Roberto Arruda, sendo que 30% era repassado a Paulo Octávio.
De acordo com uma reportagem feita pelo jornal, Folha de S.Paulo, o Governo do Distrito Federal pagou 10,4 milhões para empresas do governador interino veicularem publicidade oficial, "O Folha mapeou as verbas repassadas  por agências de publicidade à empresas das Organizações Paulo Octávio, que inclui emissoras de rádio e TV".
A Executiva nacional do DEM pediu a dissolução do diretório regional no D.F.; a medida foi o primeiro passo para o desligamento do então governador em exercício da legenda.
Duas ações bloqueadas na Polícia Civil de Brasília e recém criadas pela Polícia Federal e pelo Ministério Público, uma delas conhecida como Operação Tucunaré que apura esquema de distribuição de dinheiro de empresas de faixada em Brasília, e tem como alvo o policial aposentado, Marcelo Toledo, homem de confiança de Paulo Octávio; a outra, conhecida como Operação Tellus, que apura um suposto esquema de propina quando Paulo Octávio era Secretário de Desenvolvimento Econômico do Distrito Federal.
Em 2022, Paulo Octávio se lançou como candidato ao governo do Distrito Federal pelo  Partido Social Democrático (PSD), que oficializou a candidatura na convenção partidária, dia 05 de agosto.

#### Investigações

##### Operação Caixa de Pandora
No dia 27 de novembro de 2009 teve seu nome citado na Operação Caixa de Pandora feita pela Polícia Federal, para investigar a suposta distribuição de recursos ilegais à base aliada do Governo do Distrito Federal. As investigações contaram com o apoio do ex-secretário do GDF, Durval Barbosa, que aceitou colaborar em troca de uma punição mais branda em outro caso de corrupção, revelado pela Operação Megabyte, na gestão de Joaquim Roriz.
O então vice-governador Paulo Octávio, o secretário de Planejamento, Ricardo Penna, e o corregedor e secretário de Ordem Pública, Roberto Giffoni, são mencionados como tendo recebido dinheiro. Os três negam qualquer participação no caso.
No dia 5 de junho de 2013, os ministros do STJ, entenderam que somente o investigado com prerrogativa de foro deveria ser julgado pelo tribunal, sendo assim, 36 acusados, entre eles Arruda e Paulo Octávio, deverão ser julgados na Justiça de primeiro grau. Com o desmembramento do processo, a cópia integral será encaminhada para distribuição a uma das varas criminais da Justiça do Distrito Federal, onde todos os demais acusados sem foro especial serão julgados.

##### Tentativa de suborno
No 1º de abril de 2010, o jornalista, Edmilson Edson dos Santos (o "Sombra"), revelou por telefone ao portal G1 que teve três encontros com o ex-vice-Governador do DF, Paulo Octávio (sem partido), que queria garantir a continuidade de Paulo Octávio no governo. O Sombra afirma também que Paulo Octávio perguntou o que ele queria com o governo dele, caso ele assumisse, para permitir terminar o governo; o jornalista ainda afirma: Ele queria saber o que eu queria para não ferrar com ele. Ainda, segundo o Sombra, os encontros com Paulo Octávio teria ocorrido em dezembro de 2009, época em que começava a declinar o escândalo de corrupção que ficou conhecido como Mensalão do DEM de Brasília.
No dia 25 de julho de 2010, a CPI da Codeplan, da Câmara Legislativa do Distrito Federal, sugeriu ao Ministério Público do Distrito Federal o indiciamento de 22 pessoas; entre elas, os ex governadores, José Roberto Arruda, Joaquim Roriz e o ex-vice Paulo Octávio, por pagamentos feitos sem contrato, dispensa de licitações, superfaturamento de preços e entre outras irregularidades.

#### Desfiliação do DEM e renúncia do cargo
No dia 23 de fevereiro de 2010, Paulo Octávio pede a sua desfiliação do DEM para não ser expulso do partido, pois a executiva nacional do DEM havia dado o prazo de até o dia 24 de fevereiro de 2010 para que ele deixasse a legenda ou renunciasse o governo do DF. No mesmo dia, renuncia ao governo do Distrito Federal.
Com a renúncia, Paulo Octávio negou que deixará a vida política. A decisão de não se candidatar, tomada durante as férias em família, inclui somente o governo local, e tem a intenção de não desgastar o seu nome.
Prisão
Na noite de 02 de junho de 2014, Paulo Octávio foi preso por agentes da Polícia Civil do Distrito Federal quando saia do seu escritório por suposto envolvimento em um esquema de pagamento de propina para a liberação de alvarás.
Habeas Corpus
No dia 06 de junho foi concedido pelo ministro do Superior Tribunal de Justiça (STJ) Sebastião Reis concedeu um habeas corpus a Paulo Octávio.